# 変換 (数学)
数学的意味での変換（へんかん、transformation）とは、点を他の点に移したり、式を他の式に変えたり、座標を取り替えたりすること。

## 概要
もっとも単純には、一つの集合 A が与えられたとき、A の各元 a に対して、A の元 b をただ一つ a の行き先 f(a) として指定するような対応規則 f のことである。すなわち、A から A 自身への写像（または関数）を （A の、A 上の、A 上で定義された、あるいは A における）変換というのである。文脈によっては、特にことわりなく可逆変換（全単射でしたがって逆写像を持つ変換）を意味することがある。
ただし通常、変換という語を用いるとき、与えられた集合には距離空間の位相やベクトル空間などの何らかの構造が入っているのが普通である。そして、（主に幾何学的な）構造を持つ集合 A に対しては、A 上の変換という語は、A から A 自身への構造を保つ写像に対して用いる。すなわち、写像 φ A → A でその像 φ(A) = {φ(a) | a ∈ A} ⊂ A が A と同様の数学的構造をもつ（言い換えれば φ(A) が A の部分系となる）ようなものに限って変換という語を充てるのである。
特に、幾何学では点からなり、距離（大きさ）や連結性などの位相的な構造によって束縛された集合である図形が対象であり、空間（面、線、点あるいは一般の位相空間）における変換により図形は一般には変形される（英語のtransformation（変換）には変形の意味もある）。ただし、回転や平行移動などの図形の形状を変化させない変換もある。
代表的な変換には射影変換とその特別な場合であるアフィン変換がある。これらは線形変換の仲間である。
冒頭で、変換は集合を自分自身に移す写像であると述べたが、必ずしも集合や写像という言葉に拘泥する必要はない。実際、圏論においては圏の対象として集合という実態は必ずしも必要でなく、圏の射は写像である必要を持たない。したがって変換という言葉もさらに広い意味で用いられることがある。（cf. 自然変換（関手間の射））